# やずや
株式会社やずや（Yazuya Co., Ltd.）は、主に健康食品の通信販売事業を展開している日本の食品メーカー。
ブランドステートメントは「本物だけをまっすぐあなたへ」。

## おもな商品
- 熟成やずやの香醋
- 雪待にんにく卵黄
- やずやの発芽十六雑穀
- やずやの千年ケフィア
- やずやの養生青汁

## CM
中国を舞台にした「香醋」シリーズ、また青森を舞台にした「にんにく卵黄」シリーズなど、商品の原材料生産地を舞台にした内容が多かったが、2006年頃からは、日本各地の紀行風とした「雑穀」シリーズや、大滝秀治が登場する「新・香醋」シリーズも展開していた。2007年夏からは、「千年ケフィア」のCMが放映されている。また、このCMで使用されているキャッチコピー「いいえ、ケフィアです。」はインターネット上でネットスラングとして広まった。
なお、2012年に大滝秀治が死去してから、当社の公式サイトでは大滝に哀悼の意を表するコメントが記載された。

## 不祥事

### 景品表示法違反
- 2006年7月13日、公正取引委員会は『熟成やずやの香醋』の表示が景品表示法第4条第1項第1号（優良誤認）違反があったとして同法第6条第1項に基づき排除命令を行った。この時、2006年1月18日の新聞折込チラシの以下の点が問題となった[3]。
  - 「『熟成やずやの香醋』は、この香醋（日本の一般的な米酢の約10倍のアミノ酸が含まれている中国の香醋）を約20倍に濃縮して、飲みやすいカプセルにしています」と記載したが、実際にはカプセルに詰められているアミノ酸の重量は濃縮前の香醋の相当量の5分の1程度でアミノ酸量を保持したまま濃縮した『香醋』を詰めたものではなかった点。
  - 「カプセルだから飲みやすい。約8ccの香醋を2粒のカプセルに詰めました」と記載したが、実際には『香醋』を詰めたものではあるものの、アミノ酸量は香醋約1.6ccに相当する量しか含まれていなかった点。

### 新卒採用「敗者復活戦」動画流出騒動
- 2010年4月、新卒採用試験に落ちた学生を対象に、YouTube上に自己PR動画をアップさせ、中身次第で合格させる「敗者復活戦」を行った。しかし、関係者だけが閲覧できる設定にしなければならないところ、学生側の誤りによって一般公開され、顔・氏名・大学名などの個人情報が流出してしまう騒動が起きた。「やずやへの思い」と題された動画の中では、女子学生が「敗者復活してみせます」とし、「矢頭社長の話、考えにとても共感しました！」「やずやが第一志望です！」と、意気込みを伝えている。学校名や氏名が冒頭に大きく掲載され、顔もしっかりと映っていた。4月24日未明ごろからネットで話題となり、2ちゃんねるには「これはかわいそうだろ」「そもそもなんでyoutubeにアップせにゃならんのだろうな」といった書き込みが相次いだ。また、「みんなの就職活動日記」掲示板にも、「なぜ『直接会社に動画を送る』ではダメなのか」と疑問を抱く書き込みがあった。こうした反応を受け、やずやは24日に社長名義で謝罪文を発表。殆どの学生がパソコンを使って就職活動を行っていることを踏まえ、十分にテストした上で判断したといい、「使い慣れた社会人と、そうでない学生への配慮が欠けていたのが今回の一番の原因です」とした。その後もネット上に動画のコピーが拡散したため、削除依頼に追われる事態となった[4]。